# Dragan Stojnić
Dragan Stojnić (n. 10 octombrie 1937, Belgrad, Regatul Iugoslaviei – d. 19 martie 2003, Belgrad, Republica Serbia, Serbia și Muntenegru) a fost un șansonetist sârb.